# Прапор Яблунця
Пра́пор Яблунця́ — офіційний символ смт Яблунець Ємільчинського району Житомирської області, затверджений 29 червня 2013 р. рішенням XXVIII сесії Яблунецької селищної ради V скликання.

## Опис
Квадратне полотнище складається з трьох рівновеликих горизонтальних смуг — синьої, жовтої та зеленої; посередині — повний герб селища.